# Geidi Primes
Geidi Primes je debutové album kanadské hudebnice Grimes, které vyšlo 10. ledna 2010 prostřednictvím vydavatelství Arbutus Records. V roce 2011 bylo album vydáno britskou nahrávací společností No Pain in Pop Records ve formátech CD a LP, s lehce pozměněným obalem. Název alba a několik názvů skladeb byly inspirovány novelou Duna spisovatele Franka Herberta.

## Pozadí alba
Grimes neočekávala, že by mohlo být album úspěšné a tak předpokládala, že ho ani nikdo neuslyší. To je důvod proč album a jeho skladby tak nazvala, doslova se svěřila, že ji později „toto rozhodnutí tak trochu strašilo“. Dále prozradila, že cítí, že je album „naivní“.
Název alba je referencí na fiktivní planetu Giedi Prima, která se nachází v sérii novel spisovatele Franka Herberta. První zmínka o planetě se objevuje v novele z roku 1965 s názvem Duna, což je nejoblíbenější kniha Grimes. První skladba, „Caladan“, je odkazem na stejnojmennou fiktivní planetu. Následující skladba, „Sardaukar Levenbrech“, je zmínkou vojenské hodnosti Levenbrech —což je něco mezi četařem a poručíkem— ve fiktivní armádě Sardaukar. Face Dancer, inspirace pro název třetí skladby „Zoal, Face Dancer“, je typ člověka, který je v této knižní sérii schopen proměňování. Skladba č. 6, „Feyd Rautha Dark Heart“, referuje hlavního nepřítele z první novely série, jehož jméno je Feyd-Rautha Harkonnen. „Shadout Mapes“, desátá skladba na desce, je zmínkou hlavní postavy se stejným jménem. Jedenáctá píseň, „Beast Infection“, je odkazem na „Beasta“, přezdívku postavy Rabbana.

## Přijetí kritikou
Album Geidi Primes sklidilo pochvalné recenze od většiny hudebních odborníků. Lindsay Zoladz z Pitchfork Media poznamenala, že album má „výstřední, až snový zvuk, který čerpá vše od dubstepu až po disco, od východní hudby až po 1990s R&B“, dále napsala: „Přes svou skromnou produkci a relativní jednoduchost, jde o velice kompaktní, okouzlující a překvapivě jistý debut.“ Zoladz dále prohlásila: „možná nejlepší předností alba Geidi Primes je jeho vynalézavost,“ a že album: „exceluje v navození evokující nálady, díky použití klamně jednoduchých zvukových prostředků a díky celkové struktuře skladeb“. 
Siobhán Kane z magazínu Consequence of Sound se zaměřil na skladbu „Caladan“ jako na „metaforicky téměř kmenovou“; chválil píseň „Rosa“ za „sladké, jemné hlasové vrkání, vznášející se okolo perkusí podobných staccatu“; zmínil, že skladba „Venus in Fleurs“ přináší na mysl „temně osvětlené podsvětí znějící jako když někdo ledově vydechuje.“ Kane dále pokračuje,,Na této nahrávce je něco velmi neobvyklého, jde o artefakt, který zní jako kdyby byl přenesen z vesmíru a jako kdyby přicházel z mnohem kreativnějšího prostředí, než které je možné nalézt na zemi." Thomas A Ward z magazínu NME se na album díval jako na „okamžitě přístupný a intimní poslech“, k žánrům, podle něj Grimes přistupovala „jako chameleon“.

## Seznam skladeb
| Pořadí         | Název                  | Délka |
| -------------- | ---------------------- | ----- |
| 1.             | Caladan                | 2:26  |
| 2.             | Sardaukar Levenbrech   | 2:06  |
| 3.             | Zoal, Face Dancer      | 2:36  |
| 4.             | Rosa                   | 3:16  |
| 5.             | Avi                    | 2:36  |
| 6.             | Feyd Rautha Dark Heart | 3:42  |
| 7.             | Gambang                | 1:34  |
| 8.             | Venus in Fleurs        | 2:43  |
| 9.             | Grisgirs               | 3:23  |
| 10.            | Shadout Mapes          | 4:32  |
| 11.            | Beast Infection        | 2:21  |
| Celková délka: | Celková délka:         | 31:32 |

## Obsazení
Kredity alba Geidi Primes převzaté z textu na obalu.
- Grimes – zpěv, výtvarná část
- Erik Zuuring – design, dispozice

## Historie vydání
| Region | Datum          | Vydavatelství   | Formát(y)                                         |
| ------ | -------------- | --------------- | ------------------------------------------------- |
| Kanada | 10. ledna 2010 | Arbutus Records | kazeta (limitováno 30 kopiemi), digitální stažení |
| UK     | 19. září 2011  | No Pain in Pop  | CD, LP                                            |
| Kanada | 31. ledna 2012 | Arbutus Records | CD                                                |